# تومي سكوت
تومي سكوت (4 أغسطس 1892 بكينغستون في جامايكا - 15 يونيو 1961) (بالإنجليزية: Tommy Scott)‏ هو لاعب كريكت جامايكي. شارك مع منتخب الهند الغربية للكريكت ومنتخب جامايكا الوطني للكريكت.

## وصلات خارجية
- تومي سكوت على موقع إي آس بي آن كريك إنفو (الإنجليزية)